# Парабиоз (Родина)
«Парабиоз» (англ. «Parabiosis») — шестой эпизод пятого сезона американского драматического телесериала «Родина», и 54-й во всём сериале. Премьера состоялась на канале Showtime 8 ноября 2015 года.

## Сюжет
Кэрри (Клэр Дэйнс) просит Сола (Мэнди Патинкин) забрать копии утёкших документов ЦРУ, высказывая свою теорию, что русские пытаются убить её из-за того, что содержится в документах. Сол отказывается помочь ей, но его подозрения вскоре пробудились, когда он замечает, что за ним следует наблюдение. Он узнаёт от Эллисон (Миранда Отто), что Дар Адал (Ф. Мюррей Абрахам) заказал слежку. Во время жаркого спора, Адал обвиняет Сола в том, что он в союзе с Израилем, и возглашает, что Сол будет подвергнут испытанию на детекторе лжи.
Кэрри возвращается к Йонасу (Александр Фелинг) в их убежище, который говорит ей, что Куинн сбежал, будучи истекая кровью, и, возможно, уже мёртв. Йонас ставит Кэрри ультиматум, говоря ей, что пора уведомить власти и пойти домой с ним, но Кэрри остаётся. Когда ей уже больше не к кому пойти, она просит у Отто Дюринга (Себастьян Кох) доступ к частному самолёту, пояснив, что она приносит разрушение всем вокруг неё, и что она хочет просто исчезнуть.
Куинна (Руперт Френд) реабилитирует Хуссейн, врач, который проживает с группой сирийских джихадистов. Лидера группы, Хаджика (Джаррет Мерц), выпустили из тюрьмы из-за того, что его обвинения было основано на незаконном шпионаже ЦРУ. Хаджик подозревает Куинна в том, что он является американским шпионом, но Куинну удалось убедить группу в том, что он наёмник. Когда Куинн уже достаточно здоров, чтобы уйти, на него нападает Хаджик. Куинн убивает его в рукопашном бою, с участием ножей, нанеся сильный удар по горлу.
Сол прибывает на станцию и обнаруживает, что большая часть его допусков были устранены, и что ему заблокирован доступ в компьютерную систему. Сол проникает в компьютер Миллза, чтобы скопировать утёкшие документы, а затем идёт в частный клуб, принадлежащий Дюрингу. Он просит Дюринга доставить документы Кэрри. К ним быстро подходят сотрудники ЦРУ. Люди из ЦРУ ничего не находят после тщательного обследования Сола и Дюринга, и затем уводят Сола. Когда Дюринг останавливается возле пальто прежде чем уйти, он обнаруживает, что Сол уже оставил документы в кармане своего пальто. Дюринг предоставляет документы Кэрри прежде, чем она садится на борт самолёта.

## Производство
Режиссёром эпизода стал Алекс Грейвз, а сценарий написали исполнительный продюсер Чип Йоханнссен и соисполнительный продюсер Тед Манн.

## Реакция

### Рецензии
На основе 9 положительных отзывов из 12, эпизод получил рейтинг 75 %, со средним рейтингом 7.5 из 10 на сайте Rotten Tomatoes. Консенсус сайта гласит: «„Парабиоз“ делает давно назревшее усилие сложить различные заговоры пятого сезона вместе, хотя „Родина“ всё ещё тянет приношением важных частей её истории в фокус.» Джошуа Олстон из «The A.V. Club» дал эпизоду оценку «B+», похвалив сюжетную линию Кэрри. Однако Олстон также выразил сомнения по поводу сюжетной линии Куинна, назвав её «отчаянной уловкой, чтобы держать раненного в живот Куинна в сюжете, в которому от него нет слишком много пользы.» Скотт Коллура из IGN дал эпизоду оценку 8.4 из 10, сказав, что «сдержанное, скованное, выступление [Мэнди] Патинкина, как всегда, является одним из лучших аспектов шоу», и цитируя противостояние Сола/Дар Адала как выдающаяся сцена. Прайс Питерсон из «New York Magazine» оценил эпизод на 4 звезды из 5 и написал: «„Парабиоз“ хорошо сработал не только как ускоритель истории сезона, но и как сплошное моментальное развлечение.»

### Рейтинги
Во время оригинального показа, эпизод посмотрели 1.35 миллионов зрителей, что стало ростом по сравнению с аудиторией прошлой недели, которая составляла 1.35 миллионов зрителей.